# Sicalis uropigyalis
El chirigüe culigualdo (Sicalis uropygialis), también conocido como jilguero cara gris (en Bolivia y Argentina), chirihue cordillerano (en Chile), chirigüe de lomo brillante (en Perú) o semillero altoandino, es una especie de ave paseriforme de la familia Thraupidae perteneciente al género Sicalis. Es nativo de regiones andinas del oeste de América del Sur.

## Distribución geográfica y hábitat
Se distribuye a lo largo de la cordillera de los Andes desde el norte de Perú (Cajamarca), hacia el sur, por Bolivia, hasta el norte de Chile (hasta Antofagasta) y noroeste de Argentina (hasta Tucumán).
Esta especie es considerada localmente común en su habitat natural: los pastizales áridos de la puna y cerca de habitaciones humanas, mayormente en altitudes entre 3500 y 4800 m, pero más bajo, hasta 2500 m en Chile. Generalmente es el chirigüe más numeroso en su zona de distribución y hábitat.

## Descripción
Mide aproximadamente 14 cm de longitud. El macho tiene la cabeza y el cuello amarillos. Tiene un antifaz gris que le cubre la parte de los ojos y los oídos. El dorso es grisáceo con manchas oscuras, alas y cola grises y negras, pecho, abdomen y debajo de las alas amarillo verdoso. La hembra tiene la cabeza y la parte de la nuca de un color amarillo olivaceo con manchas oscuras, dorso gris oscuro, pecho, abdomen y debajo de las alas amarillo pálido.

## Alimentación
Se alimenta de semillas, insectos y larvas que los encuentra en las montañas.

## Sistemática

### Descripción original
La especie S. uropigyalis fue descrita por primera vez por los ornitólogos franceses Alcide d'Orbigny  y Frédéric de Lafresnaye en 1837 bajo el nombre científico Emberiza uropigyalis; su localidad tipo es: «Bolivia».

### Etimología
El nombre genérico femenino Sicalis proviene del griego «sikalis, sukalis o sukallis»: pequeño pájaro de cabeza negra, mencionado por Epicarmo, Aristóteles y otros, no identificado, probablemente un tipo de curruca Sylvia; y el nombre de la especie «uropigyalis» proviene del latín  «uropygium»: rabadilla, uropigio.

### Taxonomía
El epíteto uropigyalis (como fue originalmente escrito), fue enmendado para uropygialis, como sería correcto en el latín, en lo que fue seguido por diversos autores y clasificaciones. Sin embargo, otros autores juzgan esta enmenda injustificada y prefieren mantener la grafía original.

### Subespecies
Según la clasificación Clements Checklist/eBird v.2019 se reconocen tres subespecies, con su correspondiente distribución geográfica:
- Sicalis uropigyalis sharpei (Berlepsch & Stolzmann), 1894 – Andes del norte de Perú (de Cajamarca a Junín)
- Sicalis uropigyalis connectens (Chapman) , 1919 – Andes del sur de Perú (arriba del alto valle del río Urubamba en Cuzco).
- Sicalis uropigyalis uropigyalis (Orbigny & Lafresnaye), 1837 – Andes del sur de Perú (Puno) hasta Bolivia, norte de Chile y noroeste de Argentina.

El Congreso Ornitológico Internacional (IOC) considera a connectens inválida y la incluye en la nominal. 